# Babonić család

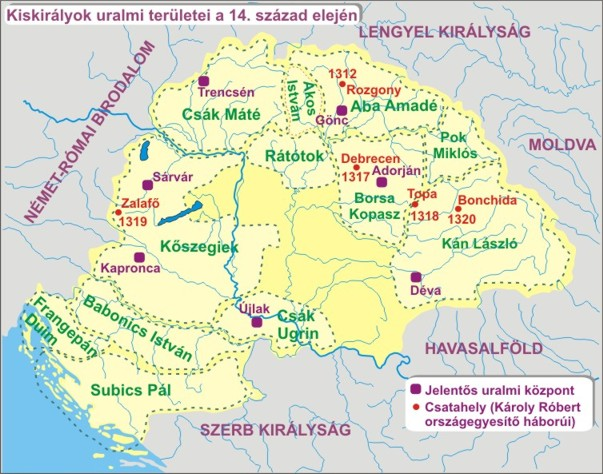
Kiskirályok területei a 14. század elején

A Babonić család a 13./14. század fordulójának egyik leghatalmasabb családja volt a Délvidéken. Befolyásuk felfutásához hozzájárult, hogy hagyományosan jó kapcsolatot tartottak a Šubić nemzetséggel. A család több tagja is magas méltóságokra jutott a magyar királyok udvarában. A családfát az egyes források eltérésekkel közlik.

## Eredetük
A Babonićok elődeinek tekintett bosnyák származású (Révai) „Goricai nemzetség” néven (MNL) III. Béla idején tűntek fel a Magyar Királyságban. Michovai Albert rablóhadjárata idején a király segítségére siettek, és ezért megkapták a vodicsai grófságot, amelynek nevét felvették. Az adományt III. Béla fia, Imre herceg adta ki, majd adományt 1218-ban II. András megerősítette. Kun László halála után az elhunyt király nővére, Árpád-házi Mária nápolyi királyné 1292-ben Babonić Radoszló bánnak adományozta Gorica, Podgorja, Szana és Orbász nemzetségi vármegyéit.
A 13. században rokonságba kerültek a környék több fontos családjával:
- Goricia grófjaival (Görzi-ház),
- a Velencében befolyásos Morosini családdal  és
- a bosnyák Kotromanić nemzetséggel.[2]

A Babonićok az Anjou-korban mindvégig Horvátország leghatalmasabb dinasztiái közé tartoztak, és a kor divatja szerint ők is kezdték magukat római előkelőktől (az Orsini-családtól) származtatni — ettől fogva vegyesen használták a Blágay (Blágai, Blagay) és az Ursini-Blágay nevet.

## Családfa
- Nicolotus Orsini (?)
  - István (Goricha)
    - Baboneg III, innen Vodičevo ág
      - Péter (fl. 1266)
      - Máté (fl. 1266)
      - Krisztián (fl. 1266–1269)
      - Jakab (fl. 1266–1269)

    - István (?)

  - Vodicsai Babonić I. István (fl. 1249–1256) ispán(Magyar nagylexikon )
    - Vodicsai II. István (fl. 1243–1256), ispán, tengermelléki bán (1243–1249)
      - Vodicsai III. István (Vodicsai Babonić István, fl. 1273–1300. február 9.), 1273-tól ispán, négyszer (1278, 1287, 1289–1290 és 1295) szlavón bán.
        - Babonić László (fl. 1293)
        - Babonić V. István (fl. 1293)
          - Babonić Henrik (fl. 1345)
          - Babonić VI. István (fl. 1345)

      - Babonić I. Radoszló (fl. 1273–1293), szlavón bán (1288, 1292, 1294), innen Babonić ág (Magyar nagylexikon )
      - Babonić II. Babonjeg (fl. 1249–1256)
        - Babonić I. Miklós (fl. 1278–1292)
        - Babonić IV. István (fl. 1278–1316. március 1. és december 20. között), tartományúr, szlavón bán (1299; 1310–1316),
          - Babonić György (fl. 1321–1336)
          - Babonić II. János (fl. 1321–1328)
          - Babonić Dénes (fl. 1321–1370)
          - Babonić Pál (fl. 1321–1381)

        - Babonić I. János (fl. 1284–1334), szlavón bán (1317–1322), horvát és dalmát bán (1322)
          - ismeretlen lány, (fl. 1328), Kőszegi II. Péter felesége, innen a Kőszegi család egyik alága, a szekcsői Herceg család

        - ismeretlen fiú (fl. 1322)
        - Babonić Ottó]] (fl. 1284–1300)
        - Babonić II. Radoszló (fl. 1284–1314)
          - Babonić II. Miklós (fl. 1321–1330)
          - Babonić Duim]] (fl. 1321–1369), innen Blagay család

Forrás.

## Hatalmuk csúcsán
Vodicsai Babonjeg (Vodicsai Babo) építtette 1249-ben Blagaj várát, amelyről a család a Babonić (magyarul: Blagay, illetve Blagaj) nevet kapta. A század végén a család több tagja is szlavón bán, illetve annak valamely helyettese (tengermelléki bán, horvát bán) lett:
Babonić I. János (Babonić II. Babonjeg fia) nemcsak bán volt, de 1326–1333 között a királyné tárnokmestere is.
A zavaros időkben Babonić István Kun Erzsébet magyar királynét támogatta, amiért értékes birtokokat kapott, és ezekre alapozva, a család fejeként önálló, a központi hatalomtól félig-meddig független kiskirályságot épített ki. A család Károly Róbert egyik legelső támogatója volt. Ennek jeleként 1291-ben Babonić I. Radoszló és Frangepán Duim a nápolyi udvarba látogatott.
1306-ban Babonić I. Radoszló (Frangepán Duim társaságában) újra követségbe utazott II. Károly nápolyi királyhoz, hogy biztosítsák őt Károly Róbert trónigényének támogatásáról. 1308-ra azonban elfordultak tőle, és Frigyes osztrák herceget nevezték hűbéruruknak. Az erősebb szomszédok között egyensúlyozó Babonić István 1310-ben a velencei dózsét nevezte „urának és barátjának” (Kristó, p. 20–21.).
1322-ben két dalmát város, Sebenico és Trau szövetséget kötött az őket sújtó Šubić Mladen bán (Šubić Pál fia) és testvérei ellen. Mladen eredménytelenül ostromolta a két várat, aminek hatására addig megfélemlítéssel egybeterelt hűbéresei sorra elpártoltak tőle. Melléjük állt Kotromanić István bosnyák bán és Babonić I. János, és ez a szövetség legyőzte a Šubićok seregét. A két város velencei gályákat és zsoldosokat bérelt fel, azok pedig felégették a Šubićok két fontos központját. Mladen előbb testvérét küldte Károly Róberthez, majd személyesen járult elébe, hogy segítségét kérje. A király azonban elfogatta, és fogolyként Magyarországra vitette. Jutalmul Babonić II. János Károlytól megkapta a horvát és dalmát bán tisztségeit is, a horvátok azonban fellázadtak ellene. Ezért Károly leváltotta tiszteiről, amit János nem akart elfogadni, és (fiával) megkísérelte feltartóztatni utódát, a Gutkeled nembeli Felsőlendvai Miklóst, amikor az a tengerpartra próbált eljutni, az új bán magyar fegyveresei azonban legyőzték Babonić János seregét.
1336-ban a Babonićok szövetséget kötöttek régi riválisaikkal, a Kőszegiekkel (amint ezt a dinasztikus kapcsolat jelzi, a két család már az 1320-as években közeledett egymáshoz), továbbá II. Albert és Ottó osztrák hercegekkel. Kirobbantották a nyugat-magyarországi lázadást, de azt Károly gyorsan leverte. Ezután határszéli birtokaikat elvette tőlük, és azok helyébe a vodicsai birtokukhoz közel kaptak földeket.
Az ő tulajdonukban volt egyebek közt az Una folyó mellett (in terra Schlavoniae) épített Zrin vára, amit I. Lajos magyar király 1347-ben több közeli birtokukkal együtt elcserélt velük, hogy ezeket a javakat Šubić Gergelynek és unokaöccsének, Šubić Györgynek adományozhassa. A várról nyerték nevüket leszármazottaik, a Zrínyi család.

## Utódaik
A törökök 1512-ben foglalták el Blagaj várát, majd kisvártatva egyéb birtokaikat is. A földjeitől megfosztott család 1545-ben Krajnába húzódott vissza; a történelem későbbi időszakaiban egyik águk Blagay család néven szerepel, egy másik (a Blagay-Orsini család) a grófi címig vitte.